# 장타율
장타율은 타자가 타격을 한 뒤 몇 루를 출루 가능한지의 기대 수치를 말한다. 용어 자체에 퍼센티지를 나타내는 '율'이 붙어, 장타를 칠 확률을 나타내는 것으로 오해하는 경우가 많으나 그 정도의 출루를 기대할 수 있다는 것이다. 예를 들어 장타율이 0.500인 선수가 있다면 50%의 확률로 장타를 칠 수 있는 선수가 아니라, 한 번의 타석에서 0.5루의 출루를 기대할 수 있는 선수라는 의미다. 그러므로 홈플레이트를 4루와 같은 의미로 정의하며, 매번 홈런만 친 타자의 장타율은 4.000이 된다.

## 계산법
{\displaystyle a}=1루타 수, {\displaystyle b}=2루타 수, {\displaystyle c}=3루타 수, {\displaystyle d}=홈런 수, {\displaystyle x}=타수일 때, 

{\displaystyle {\frac {a+2b+3c+4d}{x}}}

## KBO 리그 야구 장타율 기록

### 한 시즌 최고 장타율
2015년 10월 현재
| 순서 | 선수명 | 장타율 | 연도   | 소속팀 | 기타       |
| ---- | ------ | ------ | ------ | ------ | ---------- |
| 1    | 테임즈 | 0.790  | 2015년 | NC     | 장타율 1위 |
| 2    | 백인천 | 0.740  | 1982년 | MBC    | 장타율 1위 |
| 3    | 강정호 | 0.739  | 2014년 | 넥센   | 장타율 1위 |
| 4    | 이승엽 | 0.733  | 1999년 | 삼성   | 장타율 1위 |
| 5    | 심정수 | 0.720  | 2003년 | 현대   | 장타율 1위 |
| 6    | 박병호 | 0.714  | 2015년 | 넥센   | 장타율 2위 |
| 7    | 이승엽 | 0.699  | 2003년 | 삼성   | 장타율 2위 |
| 8    | 호세   | 0.695  | 2001년 | 롯데   | 장타율 1위 |
| 9    | 이승엽 | 0.689  | 2002년 | 삼성   | 장타율 1위 |
| 10   | 테임즈 | 0.688  | 2014년 | NC     | 장타율 2위 |

- 규정타석 이상을 친 경우만 포함됨

## 같이 보기
- 타율
- OPS